# 프랭키 애덤스
프랭키 애덤스(Frankie Adams, 1994년 1월 3일 ~ )는 뉴질랜드 배우이다.

## 출연 작품

### 영화
- 모털 엔진 (2018)
- 넥스트 골 윈스 (2023)

### 텔레비전
- 쇼트랜드 스트리트 (2010-15)
- 더 익스팬스 (2017-22)
- 앨리스 하트의 잃어버린 꽃 (2023)